# Gold(I)-chlorid
Gold(I)-chlorid ist eine anorganische chemische Verbindung aus der Gruppe der Chloride.

## Geschichte
Reines Gold(I)-chlorid wurde erstmals 1873 vom Chemiker Georg Leuchs als ein Goldchlorürpräparat hergestellt.

## Gewinnung und Darstellung
Gold(I)-chlorid kann durch thermischen Abbau eines aus Tetrachlorogold(III)-säure erhaltenen Gold(III)-chlorids
{\displaystyle \mathrm {HAuCl_{4}\longrightarrow AuCl+HCl+Cl_{2}} }
oder durch Reaktion von reinstem, trockenen Chlor mit fein verteiltem Gold  bei 250 °C gewonnen werden.
{\displaystyle \mathrm {2\ Au+Cl_{2}\longrightarrow 2\ AuCl} }
Ebenfalls möglich ist die Herstellung durch thermische Zersetzung von Gold(III)-chlorid.

## Eigenschaften
Gold(I)-chlorid ist ein hellgelber Feststoff. Er ist löslich in Alkalichloridlösungen und zersetzt sich beim Lösen in Wasser in Gold und Trichlorhydroxogold(III)-säure.
{\displaystyle \mathrm {3\ AuCl+H_{2}O\longrightarrow 2\ Au+H[AuCl_{3}OH]} }
Dafür sind manche Gold(I)-chlorid-Komplexe sehr beständig.
Die Verbindung hat eine orthorhombische Kristallstruktur mit der Raumgruppe Cmmm (Raumgruppen-Nr. 65), a = 6,41 Å, b = 3,36 Å, c = 9,48 Å (andere Quelle Raumgruppe I41/amd (Nr. 141)). Seine Bildungsenthalpie beträgt −34,7 kJ/mol.

## Verwendung
Gold(I)-chlorid kann als Katalysator für organische Synthesen verwendet werden.